# Phil Rookes
Philip William „Phil“ Rookes (* 23. April 1919 in Dulverton; † 4. Februar 2003 in Portsmouth) war ein englischer Fußballspieler. Als etatmäßiger rechter Verteidiger gewann er mit dem FC Portsmouth in den Jahren 1949 und 1950 zwei englische Meisterschaften in Serie. Dabei verletzte er sich jedoch im Januar 1949 schwer am Knöchel und so erhielt seine auf dem Zeit befindliche Karriere einen nachhaltigen Rückschlag.

## Karriere

### Worksop & Bradford City (1935–1938)
Die Familie Rookes zog aus Somerset nach Sheffield, als der Sprössling Phil sieben Jahre alt war. Vier Jahre später ging es weiter nach Worksop und dort trat er auch im Schulsport erstmals als talentierter Fußballer in Erscheinung. Der junge Abwehrspieler war zunächst erfolgreich in Schulteams unterwegs und später führte er eine Regionalauswahl der Grafschaft Nottinghamshire an. Im Alter von 14 bis 17 Jahren arbeitete er als Bürojunge in einer Brauerei; dazu spielte er gleichsam für das Technical College in seiner Stadt und die Reserveauswahl von Worksop Town in der North Nottinghamshire League. Dort fiel er auch erstmals den Talentscouts von Profivereinen auf und es war letztlich der Zweitligist Bradford City, der ihn im Oktober 1936 unter Vertrag nahm. Gut ein Jahr später debütierte Rookes für Bradford, das mittlerweile in die dritte Liga abgestiegen war, gegen Port Vale. Die Partie unter Trainer Dick Ray wurde mit 5:0 gewonnen und es folgte unter Rays Nachfolger Fred Westgarth im Januar 1938 eine bemerkenswerte Begegnung gegen Rotherham United, in der Rookes gemeinsam mit Gordon Pallister das jüngste Verteidigerpaar in der Vereinsgeschichte mit zusammengerechnet 39 Jahren und 211 Tagen bildete. Noch im selben Monat heuerte Rookes beim Erstligisten FC Portsmouth an, der wiederum dem finanziell klammen Klub aus Bradford die damals stolze Ablösesumme in Höhe von 2.500 Pfund zahlte. Ein weiterer Faktor für den Wechsel lag in der Person von Portsmouths Scout Jack Foster, der vormals als Kotrainer in Bradford gearbeitet hatte.

### FC Portsmouth (1938–1951)
In Portsmouth dauerte es gut ein Jahr bis zu seinem Debüt, in dem er am 4. Februar 1939 den grippekranken Bill Rochford als linker Verteidiger vertrat. Die Partie gegen Aston Villa endete torlos und in der folgenden Woche behielt er seinen Platz beim wichtigen Fünftrundenspiel im FA Cup gegen West Ham United. Im weiteren Verlauf gewann „Pompey“ den Pokal, aber Rookes blieb zunächst nur eine Randfigur. Als sein Klub im Finale die Wolverhampton Wanderers mit 4:1 besiegte, führte Rookes am selben Tag eine Reserveauswahl, zu der auch Reg Flewin zählte, gegen Tottenham aufs Feld. Nach dem Ausbruch des Zweiten Weltkriegs im September 1939 schloss sich Rookes der Royal Navy an. Dort diente er auf dem Zerstörer HMS Newark im Jahr 1941 im Atlantik und auf der HMS Argonaut im Nahen und Mittleren Osten. Gelegentlich lief er im Heimaturlaub für Portsmouth in „Wartime Games“ auf, aber beispielsweise an dem Finale des London War Cups gegen den FC Brentford (0:2) nahm er nicht teil.
Nach der Wiederaufnahme des offiziellen Ligaspielbetriebs zur Saison 1946/47 war Rookes als rechter Verteidiger sofort „gesetzt“ und gemeinsam mit Harry Ferrier auf der linken Seite bildeten sie die für nächsten Jahre prägende Abwehrachse des Vereins. Obwohl beide mehr für Beständigkeit als Spektakel standen, kamen gegnerische Flügelspieler nur selten an ihnen vorbei. Rookes war für seine harte Zweikampfführung und die Fähigkeit, unter Druck ruhig zu bleiben, bekannt. Darüber hinaus war er sehr schnell und stets vielseitig einsetzbar. Letzteres stellte er in der  Spielzeit 1947/48 unter Beweis, als er den langzeitverletzten Ferrier auf der linken Seite vertrat (wodurch Jasper Yeuell nun rechts zu einer längeren Einsatzserie kam). In den nun folgenden beiden Jahren zwischen 1948 und 1950 gewann Rookes mit Portsmouth zwei englische Meisterschaften in Serie. Dabei war er maßgeblich als Kapitän am Höhenflug beteiligt, vor allem als der 1:0-Sieg gegen Stoke City den Klubs erstmals an die Tabellenspitze katapultierte und danach beim 4:1-Sieg am 27. November 1948 gegen den Titelverteidiger FC Arsenal. Als er sich am 8. Januar 1949 im FA Cup gegen Stockport County (7:0) den Knöchel brach, bereitete ihm dies jedoch nicht nur das vorzeitige Saisonende, sondern sorgte letztlich dafür, dass seine Profikarriere auf höchstem Niveau auf das Ende zusteuerte. Auf dem Weg zur Titelverteidigung im Jahr 1950 absolvierte er nur noch drei Ligapartien und nach weiteren drei Pflichtspielen in der Saison 1950/51 verließ er den Klub im Juli 1951 in Richtung des Drittligisten Colchester United.

### Colchester und Chichester (1951–1954)
Unter Colchesters Trainer Jimmy Allen, der früher auch schon einmal für Portsmouth gespielt hatte, absolvierte Rookes in den folgenden beiden Jahren 68 Ligaspiele, davon 43 in der Saison 1952/53. Danach kehrte er in die Grafschaft Hampshire zurück und wurde Spielertrainer von Chichester City in der Sussex County League. Nach dem Ende seiner Fußballertätigkeiten war er Wirt in Portsmouth, zunächst im Anerly Arms und danach im Dog and Duck. Darüber hinaus arbeitete er als Vertriebsangesteller und für die Post in Norfolk. Rookes verstarb im Februar 2003 im Alter von 83 Jahren.

## Titel/Auszeichnungen
- Englischer Fußballmeister (1): 1949